# Трентон (Флорида)
Трентон (енгл. Trenton) град је у америчкој савезној држави Флорида. По попису становништва из 2010. у њему је живело 1.999 становника.

## Демографија
Према попису становништва из 2010. у граду је живело 1.999 становника, што је 382 (23,6%) становника више него 2000. године.
| Група             | 2000.         | 2010.         |
| Белци             | 1.236 (76,4%) | 1.424 (71,2%) |
| Афроамериканци    | 326 (20,2%)   | 351 (17,6%)   |
| Азијати           | 4 (0,2%)      | 11 (0,6%)     |
| Хиспаноамериканци | 27 (1,7%)     | 157 (7,9%)    |
| Укупно            | 1.617         | 1.999         |